# سلسلة إندي كار 2007
سلسلة إندي كار 2007 (بالإنجليزية: 2007 IndyCar Series)‏ هو موسم من سلسلة إندي كار. أقيم خلال الفترة 24 مارس 2007 وحتى 9 سبتمبر 2007، وشارك فيه  38 فريقاً، وفاز فيه داريو فرانشيتي.

## نتائج السباقات
| المركز | التاريخ  | اسم السباق                                                                                            | المسار                              | الموقع              | أول المنطلقين      | أسرع لفة           | الأكثر سيطرة       | الفائز             |
| ------ | -------- | --- | ----------------------------------- | ------------------- | ------------------ | ------------------ | ------------------ | ------------------ |
| 1      | 24 مارس  | جائزة ميامي الكبرى ‏                                                                                   | Homestead-Miami Speedway (O)        | هومستيد (فلوريدا)   | دانيال ويلدون      | دانيال ويلدون      | دانيال ويلدون      | دانيال ويلدون      |
| 2      | 1 أبريل  | جائزة سان بطرسبرج الكبرى ‏                                                                             | جائزة سان بطرسبرج الكبرى ‏ (S)       | سانت بيترسبرغ       | هيليو كاسترو نيفيز | ماركو اندريتي      | هيليو كاسترو نيفيز | هيليو كاسترو نيفيز |
| 3      | 21 أبريل | إندي اليابان 300 ‏                                                                                     | حلبة موتيجي(O)                      | موتيجي، اليابان     | هيليو كاسترو نيفيز | هيليو كاسترو نيفيز | دانيال ويلدون      | توني كنعان         |
| 4      | 29 أبريل | رود رنر توربو إندي 300 ‏                                                                               | Kansas Speedway (O)                 | كانساس سيتي (كنساس) | توني كنعان         | دانيال ويلدون      | دانيال ويلدون      | دانيال ويلدون      |
| 5      | 27 مايو  | إنديانابوليس 500 سنة 2007                                                                             | إنديانابوليس موتور سبيدواي (O)      | سبيد واي (إنديانا)  | هيليو كاسترو نيفيز | توني كنعان         | توني كنعان         | داريو فرانشيتي     |
| 6      | 3 يونيو  | إيه بي سي سوبلي ويسكونسن 250 ‏                                                                         | The Milwaukee Mile (O)              | وست ألس             | هيليو كاسترو نيفيز | دانيال ويلدون      | هيليو كاسترو نيفيز | توني كنعان         |
| 7      | 9 يونيو  | فايرستون 600                                                                                          | Texas Motor Speedway (O)            | فورت وورث (تكساس)   | سكوت شارب          | ماركو اندريتي      | سام هورنيش الابن   | سام هورنيش الابن   |
| 8      | 24 يونيو | أيوا كورن إندي 300 ‏                                                                                   | Iowa Speedway (O)                   | نيوتن (آيوا)        | سكوت ديكسون        | هيليو كاسترو نيفيز | داريو فرانشيتي     | داريو فرانشيتي     |
| 9      | 30 يونيو | سونتروست إندي شالنج ‏                                                                                  | Richmond International Raceway (O)  | ريتشموند (فيرجينيا) | داريو فرانشيتي     | دانيال ويلدون      | داريو فرانشيتي     | داريو فرانشيتي     |
| 10     | 8 يوليو  | Camping World Watkins Glen Grand Prix ‏                                                                | مضمار سباق واتكينز غلين الدولي ‏ (S) | واتكينس (نيويورك)   | هيليو كاسترو نيفيز | داريو فرانشيتي     | سكوت ديكسون        | سكوت ديكسون        |
| 11     | 15 يوليو | فايرستون إندي 200 ‏                                                                                    | Nashville Superspeedway (O)         | لبنان (تينيسي)      | سكوت ديكسون        | دانيال ويلدون      | سكوت ديكسون        | سكوت ديكسون        |
| 12     | 22 يوليو | هوندا إندي 200 ‏                                                                                       | Mid-Ohio Sports Car Course (S)      | ليكسنغتن (أوهايو)   | هيليو كاسترو نيفيز | داريو فرانشيتي     | هيليو كاسترو نيفيز | سكوت ديكسون        |
| 13     | 5 أغسطس  | فايرستون إندي 400 ‏                                                                                    | Michigan International Speedway (O) | بروكلين (ميشيغان)   | داريو فرانشيتي     | دانيكا باتريك      | داريو فرانشيتي     | توني كنعان         |
| 14     | 11 أغسطس | كنتاكي إندي 300 ‏                                                                                      | Kentucky Speedway (O)               | سبارتا (كنتاكي)     | توني كنعان         | دانيال ويلدون      | توني كنعان         | توني كنعان         |
| 15     | 26 أغسطس | جوبرو جائزة سونوما الكبرى ‏                                                                            | Infineon Raceway (S)                | سونوما (كاليفورنيا) | داريو فرانشيتي     | توني كنعان         | داريو فرانشيتي     | سكوت ديكسون        |
| 16     | 2 سبتمبر | جائزة ديترويت بيلي إيزلي الكبرى ‏                                                                      | The Raceway on Belle Isle Park (S)  | ديترويت             | هيليو كاسترو نيفيز | داريو فرانشيتي     | داريو فرانشيتي     | توني كنعان         |
| 17     | 9 سبتمبر | [[Peak Antifreeze Indy 300 presented by Mr. Clean\|Peak Antifreeze Indy 300 presented by Mr. Clean]] ‏ | Chicagoland Speedway (O)            | جوليت               | داريو فرانشيتي     | Hideki Mutoh       | سام هورنيش الابن   | داريو فرانشيتي     |

(O) Oval

(S) Road Course/Street Circuit

BOLD indicates a Superspeedways.